# سندهیلز، برنزویک جنوبی، نیوجرسی
سندهیلز (به انگلیسی: Sand Hills) یک منطقهٔ مسکونی در ایالات متحده آمریکا است که در شهرستان میدلسکس، نیوجرسی واقع شده‌است. سندهیلز ۷۷٫۱۲ متر بالاتر از سطح دریا قرار دارد.